# 健康・医療戦略推進会議
健康・医療戦略推進会議（けんこう・いりょうせんりゃくすいしんかいぎ）は、2013年2月22日に内閣官房に設置された健康・医療戦略推進室のもと、健康・医療に関する成長戦略に係る取組みを推進することを目的に2014年より設置された会議。2021年、内閣府健康・医療戦略推進事務局に改組。

## 構成
- 健康・医療戦略担当大臣：高市早苗（議長）[1]
- 内閣府副大臣：星野剛士（議長代行）[1]
- 内閣府大臣政務官：中野英幸（副議長）[1]